# Alocasia acuminata
Alocasia acuminata är en kallaväxtart som beskrevs av Heinrich Wilhelm Schott. Alocasia acuminata ingår i släktet Alocasia och familjen kallaväxter. Inga underarter finns listade.